# Zdař Bůh
Zdař Bůh či Zdař bůh, Zdařbůh, slovensky Zdar Boh, polsky Szczęść Boże, nebo významově vzdálenější německé Glück auf,  je historický, tradiční a současný hornický pozdrav.

## Původ, význam, historie a použití
Pozdrav Zdař Bůh vychází ze spojení dvou slov. Je to staročeské sloveso zdařiti – ve významu být provázen zdarem, zdařit se, podařit se a podstatné jméno Bůh – ve významu vyšší svrchované nadpřirozené bytosti od které se předpokládá, že toužebný zdar způsobí.
Horníci tím vyjadřují/vyjadřovali jednoduše přání, aby se jim (s Boží pomocí) v jejich těžké a nebezpečné důlní práci dařilo. Tento hornický pozdrav přežíval i v období socialistického Československa, kdy víra v nadpřirozeno byla potlačovaná.
Dříve se tento pozdrav používal v každodenním jazyce i mimo hornické prostředí. Existují staročeské podoby Zdař Bóh, Zdařť Bůh, Zdař Pán Bůh, Bůh zdař.
S tímto pozdravem se lze setkat také v novinách a v literatuře, např. v knize Broučci od Jana Karafiáta:
| „ | „A když se potkali, volal tatínek a kmotříček: ‚Zdař Bůh! ...“ (Jan Karafiát, Broučci) | “ |

## Související
- Glückauf